# Bechteevo (Oblast' di Smolensk)
Bechteevo è un centro abitato della Russia.